# André Suarès
Isaac Félix Suarès, noto anche con lo pseudonimo di André Suares (Marsiglia, 12 giugno 1868 – Saint-Maur-des-Fossés, 7 settembre 1948), è stato un poeta, scrittore e critico letterario francese.

## Biografia
Divenuto scrittore per la rivista letteraria Nouvelle Revue Française, ritenutone tra l'altro uno dei 4 pilastri assieme ad André Gide, Paul Claudel e Paul Valéry, vi lavorò dal 1912 al 1914 e dal 1926 al 1940.

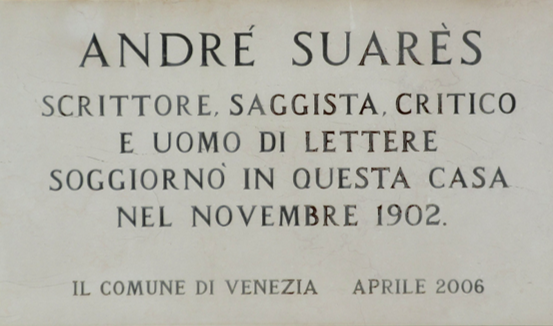
Lapide a Venezia sulle Zattere Pensione Calcina

Nel 1931, scrisse un libro intitolato Marsiho. In questo libro, scritto a Parigi, rivelò i suoi veri sentimenti verso la propria città natale, Marsiglia.
Nel 1935, per l'insieme della sua opera letteraria, ricevette il Gran premio di letteratura dell'Accademia francese.
Morì nel 1948, all'età di 80 anni.

## Componimenti
Prosa
- Lettres d'un solitaire sur les maux du Temps (1899)
- Images de la grandeur (1901)
- Le Livre de l'émeraude (1902)
- Sur la mort de mon frère (1904)
- Xénies (1923)
- Saint-Juin de la Primevère (1926)
- Clowns (1927)
- Marsiho (1931)
- Cirque (1932)
- Le Voyage du condottière (1932)
  -  Vers Venise, Émile-Paul frères, 1917.
- Cité, nef de Paris (1933)
- Le Crépuscule sur la mer (1933), réédition partielle du Livre de l'émeraude
- Temples grecs, maisons des Dieux (1937)
- Cantique des cantiques (1938)
- Passion (1939)
- Paris (1950), postumo
- Rosalinde sur l'eau (1950), postumo
- Le Paraclet (1976), postumo
- Vita-Nova (1977), postumo
- Talisman d'Avila (1980), postumo
- Ce Monde doux-amer (1980), postumo
- Don Juan (1987), posthume
- Landes et marines (1991), postumo
- Provence (1993), postumo
- Rome (1998), postumo

Poesie
- Éloge d'Homère par Ronsard (1886)
- Airs (1900)
- Bouclier du zodiaque (1907)
- Lais et sônes (1909)
- Amour (1917)
- Sous le pont de la Lune (1925)
- Haïkaï de l'occident (1926)
- Soleil de Jade (1928)
- Poèmes du temps qui meurt (1929)
- Rêves de l'ombre (1937)
- Antiennes du Paraclet (1976), postumo
- Caprices (1977), postumo
- Poétique (1980), postumo

Teatro
- Les Pèlerins d'Emmaüs (1893)
- La Tragédie d'Élektre et Oreste (1905)
- Cressida (1913)
- Les bourdons sont en fleur (1917)
- Polyxène (1925)
- Hélène chez Archimède (1949), postumo
- Minos et Parsiphaé (1950), postumo
- Ellys et Thanatos (1978), postumo

Critica
- Tolstoï (1899)
- Wagner (1899)
- Le portrait d'Ibsen (1908)
- Visite à Pascal (1909)
- Tolstoï vivant (1911) - réédition enrichie de l'édition de 1899
- Dostoïevski (1911)
- Trois Hommes : Pascal, Ibsen, Dostoïevski (1913)
- François Villon (1914)
- Chroniques de Caërdal : Portraits (1914)
- Péguy (1915)
- Cervantès (1916)
- Poète tragique : portrait de Prospero - sur Shakespeare (1921)
- La Bièvre, Delvau, Huysmans, Mithouard (1922)
- Puissance de Pascal (1923)
- Stendhal, Verlaine, Baudelaire, Gérard de Nerval et autres gueux (1923)
- Goethe le grand Européen (1932)
- Portraits sans modèle (1935)
- Trois Grands Vivants, Cervantès, Tolstoï, Baudelaire (1937)

Saggi e pamphlet
- Chroniques du Lieutenant X (1900)
- Voici l'homme, (1906)
- Sur la vie Tome I (1909), Tome II (1910), Tome III (1912)
- De Napoléon (1912)
- Idées et Visions (1913)
- Chroniques de Caërdal : Essais (1913)
- Commentaires sur la guerre des boches : Tome I, Nous et eux (1915), Tome II, C'est la guerre (1915), Tome III Occident (1915), Tome IV, La nation contre la race, la fourmilière (1916), Tome V La nation contre la race, République et barbares (1916)
- Remarques (1917-18)
- Tombeau de Jean Letellier, un jeune soldat de la grande guerre (1920)
- Debussy (1922)
- Présences (1925)
- Musique et poésie (1928)
- Variables, (1929)
- Le martyre de Saint-Augustin (1929)
- Musiciens (1931)
- Vues sur Napoléon (1933)
- Vues sur l'Europe (1936)
- Valeurs, (1936)
- Remarques
- Présentations de la France 1940-44 (1951), postumo
- Pour un portrait de Goya (1983), postumo
- Âmes et visages (1989), postumo
- Portraits et préférences (1991), postumo
- Idéées et visions (2002), postumo - anthologie coll. Bouquins Tome I
- Valeurs (2002), postumo - anthologie coll. Bouquins Tome II

Traduzioni in lingua italiana
- Visita a Pascal (2022), traduzione di Elisheva Zinellu
- Dostoevskij (2023), traduzione di Elisheva Zinellu
- Quattro impressioni: Pascal, Dostoevskij, Stendhal, Leonardo (2023), Antologia di ritratti dipinti da André Suarès raccolti e tradotti da Elisheva Zinellu
- Ritratto di Ibsen (2024), traduzione di Elisheva Zinellu